# 브라질 해군

브라질 해군(포르투갈어: Marinha do Brasil)은 브라질군의 해군 부대로, 해군 작전 수행을 담당한다.
해군은 포르투갈로부터 브라질의 독립 전쟁에 참여했다. 남아메리카에 있는 포르투갈 해군과 기지의 대부분은 새로 독립된 국가로 이전되었다. 정부는 독립 후 초기 수십 년 동안 상당한 규모의 해군력을 유지했다. 해군은 나중에 시스플라틴 전쟁, 리버 플레이트 분쟁, 파라과이 전쟁 및 브라질 역사에 중요한 산발적인 반란에 참여했다.
1880년대까지 브라질 제국 해군은 남미에서 가장 강력했다. 1893~1894년 해군 반란 이후 해군 발전은 1905년까지 중단되었다. 당시 브라질은 당시 가장 강력하고 발전된 드레드노트 두 대를 획득하여 브라질의 남미 이웃 국가들과 드레드노트 경쟁을 촉발시켰다. 브라질 해군은 제1차 세계대전과 제2차 세계대전에 모두 참전하여 대서양에서 대잠수함 순찰 임무를 수행했다.
현대 브라질 해군에는 영국이 제작한 유도미사일 호위함(FFG), 현지에서 제작한 코르벳함(FFL), 해안 디젤 전기 잠수함(SSK) 및 기타 여러 강 및 해안 순찰선이 포함되어 있다.